# Данненберг, Пётр Андреевич
Пётр Андреевич Данненберг (1792—1872 гг.) — русский военачальник, генерал от инфантерии (26.11.1852 г.), герой Наполеоновских войн 1812-1814 гг. и Польской кампании 1831 года, участник Крымской войны.

## Биография
Пётр Андреевич Данненберг родился 9 июня 1792 года в Олонецкой губернии, в дворянской семье реформатского вероисповедания.
Первоначальное образование получил в Софийском лесном институте в Царском Селе (Практическое лесное училище) (1807—1810 гг.), из которого перешёл в Санкт-Петербургский лесной институт. Здесь в 1811 году он окончил курс со званием учёного землемера и в чине 13-го класса вступил в должность городового секретаря. Однако в том же году Данненберг решил посвятить себя военной службе и, стремясь к высшему специальному образованию, поступил в Училище колонновожатых, по окончании которого 26 января 1812 года был произведён в прапорщики с зачислением в свиту Е. И. В. по квартирмейстерской части и с прикомандированием к 24-й пехотной дивизии.

### Отечественная война 1812 года
Участвовал в следующих сражениях Отечественной войны: 12 июня 1812 г. — в бою под Смоленском; 26 августа — при Бородине; 6 октября — при Тарутине; 12 октября — при Малоярославце. За последнее сражение был награждён орденом Святого Владимира 4-й степени с бантом. Также с 3 по 10 ноября участвовал — в сражении под Красным. 4 декабря 1812 года за отличия в этом сражении был произведён в подпоручики. 
Заграничный поход 1813—1814 гг. стал для Данненберга новой чередой боевых отличий: 20 апреля 1813 г. был в бою под Лютценом, 16 августа — под Дрезденом, 17-18 августа — под Кульмом (за него получил Кульмский крест) и затем 4 и 6 октября — под Лейпцигом. В 1814 г., находясь в резервной армии, участвовал в сражениях: при Бриенне, при Арси-сюр-Об, при Фер-Шампенуазе, во взятии Парижа. Состоял при великом князе Константине Павловиче. За отличия в сражениях получил чины поручика и штабс-капитана, орден Святой Анны 2-й степени и 1 августа 1814 года был переведён в гвардейский Генеральный штаб. При наследнике цесаревиче Константине Павловиче состоял до 1830 года. За это время получил чин полковника (1818) и генерал-майора (25 июня 1827 года) с назначением генерал-квартирмейстером главного штаба наследника цесаревича Константина Павловича.

### Польское восстание 1830 года
В день начала Польского восстания Данненберг оставался с егерскими ротами и конно-егерским полком для прикрытия дворца. В 1831 году, перейдя границу Царства Польского и состоя при отряде генерал-адъютанта графа К. Ф. Толя, он участвовал в сражении под Минском 5 февраля и, находясь при великом князе Константине Павловиче, — в бою под Гроховым 13 февраля. По приказанию графа И. И. Дибича, Данненберг 10 апреля был командирован в штаб главнокомандующего, но оставлен при гвардейском отряде при местечке Сточек. 25 апреля вторично вызван в главную квартиру. С 1 по 18 мая он был в командировке с гвардейским отрядом и принял участие в сражении под Остроленкой, после чего возвратился в распоряжение главнокомандующего. Граф К. Ф. Толь командировал его затем в резервную армию и «с особенными словесными наставлениями» к генералу М. Е. Храповицкому в Вильно, куда прибыл 6 июня к гвардейскому отряду, присоединившемуся тогда к отряду генерал-лейтенанта Д. Е. Остен-Сакена. На следующий же день Данненберг принял участие в сражении на Понарских высотах, за что был награждён орденом Святой Анны 1-й степени, а 12 июня отправился к главнокомандующему резервной армией графу П. А. Толстому, при котором и состоял до окончания похода против литовских мятежников. После этого он присоединился с гвардейским отрядом к действующей армии — к заменившему генерал-фельдмаршала И. И. Дибича генерал-фельдмаршалу И. Ф. Паскевичу.
С целью избежать кровопролития при взятии Варшавы Данненберг вёл переговоры с Прондзинским, которые не увенчались успехом, и Паскевич приказал штурмовать Варшаву. Данненберг принял участие в штурме и взятии Варшавы и, как знакомый с городом, должен был служить проводником для войск. За двухдневный бой при Варшаве он был пожалован орденом Святого Владимира 2-й степени. При светлейшем князе И. Ф. Паскевиче Данненберг оставался до 1834 года, когда был назначен командиром 1-й бригады 12-й (впоследствии 18-й) пехотной дивизии.

### Венгерский поход
В 1836 году он получил в командование 15-ю пехотную дивизию, три года спустя произведён в генерал-лейтенанты (30 августа 1839 года), а в 1840 году назначен начальником штаба 5-го пехотного корпуса. 3 декабря 1839 года награждён орденом Святого Георгия 4-й степени за выслугу 25 лет (№ 5911 по списку Григоровича — Степанова). Когда в 1844 году некоторые части этого корпуса были отправлены из Новороссийского края на Кавказ, то Данненбергу были переданы в командование все оставшиеся части корпуса (до 29 мая 1846 года). То же повторилось и в 1848 году, когда командир этого корпуса, генерал А. Н. Лидерс, с особым отрядом вступил в княжества Молдавию и Валахию. В следующем же году, по Высочайшему повелению, Данненбергу были переданы все остальные части того же корпуса, остававшиеся в Дунайских княжествах, и подчинены другие бывшие там войска. В мае 1849 года Данненберг прибыл из Одессы в Бухарест. Когда в июле венгерский военачальник Бем с ополчением вторгся в Дунайские княжества, генерал Лидерс приказал отряду Данненберга выступить из Молдавии через Ойтозское ущелье к Беречку. В этом направлении он и преследовал уже разбитого Бема до местечка Чик-Середы в Трансильвании. В сентябре, по окончании войны, Данненберг возвратился в Одессу. В 1852 году он был назначен начальником всех пехотных резервных и запасных войск армии, а затем командиром 4-го пехотного корпуса, с производством в генералы от инфантерии (26 ноября 1852 года).

### Крымская война
В 1853 году началась Крымская война. Генерал Данненберг с частью своего корпуса 21 июня перешёл у Скулян пограничную реку Прут и вступил в Молдавию. 23 октября он руководил сражением при Ольтенице. Некоторые военные писатели обвиняли Данненберга за это неудачное сражение, стоившее русским довольно значительных потерь: в особенности ему ставили в вину приказание начать отступление в тот момент, когда русские подошли к укреплениям Ольтеницкого карантина. По мнению генералов М. И. Богдановича и Г. А. Леера, значительная доля вины в этой неудаче лежала на князе М. Д. Горчакове, которому следовало послать в Ольтеницу не одну бригаду, а целую дивизию, и предварительно дать надлежащие наставления генералу Данненбергу. Не вдаваясь в подробный разбор его действий у Ольтеницы, стоит упомянуть, что «за отличие по службе» при атаке укрепленной неприятельской позиции у Ольтеницкого карантина» ему было объявлено монаршее благоволение (17 декабря 1853 г.). Тем не менее этот день повредил репутации Данненберга как военного человека.

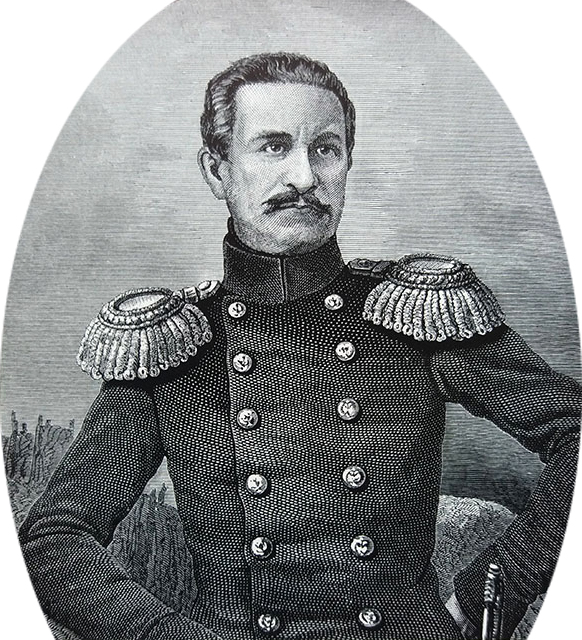
Портрет П. А. Данненберга

Когда союзники высадились в Крыму, положение командовавшего там князя А. С. Меншикова, ввиду недостатка войск, стало опасным. Главнокомандующий южной армией, князь Горчаков, 3 октября 1854 г. предписал Данненбергу с вверенным ему корпусом вступить в Крым, куда он и последовал форсированным маршем. Сознавая, что с прибытием подкреплений крымская армия находилась в очень выгодных условиях, Меншиков решил действовать наступательно. После некоторого колебания он назначил атаку на союзников на 22 октября, но по просьбе Данненберга, ввиду сильного утомления полков от продолжительного и поспешного похода, атака была отложена на 24 октября. К сожалению, Данненберг, в числе других генералов, на которых возлагалось командование войсками, был полностью отстранён от составления диспозиции для предстоявшего наступления и не присутствовал при составлении окончательного плана действий, что было поручено штабу Меншикова. Согласно диспозиции последнего, роль Данненберга была неопределённа и мало соответствовала положению его, как корпусного командира. 
В Инкерманском сражении закончившемся для русской армии неудачей, наступление производилось двумя отрядами: генерала Ф. И. Соймонова — из Севастополя (от Килен-балки) и генерала П. Я. Павлова — с Инкерманской горы; при этом последнем отряде приказано было находиться Данненбергу, «которому, по соединении помянутых двух отрядов, принять общее над ними начальство». Все частные распоряжения Меншиков должен был поручить не Соймонову и Павлову, а Данненбергу, и если не сделал этого, то лишь вследствие своего нерасположения к Данненбергу. Его неудачная деятельность на Дунае была известна Меншикову, который при первом известии о движении в Крым 4-го пехотного корпуса в полном его составе, неоднократно высказывал словесно своё нежелание иметь генерала Данненберга в числе начальников войск крымской армии. Князь Горчаков хотя и знал об этом, но не мог, однако же, исполнить желание светлейшего, по неимению достаточных к тому поводов. Несмотря на нерасположение своё к Данненбергу, главнокомандующий наружно выказывал ему полное доверие. Поэтому Данненберг был крайне удивлен, когда получил диспозицию Меншикова, ставившую его в двусмысленное положение. По этой диспозиции, он должен был командовать войсками, движением которых в начале действий он не мог распоряжаться: он был поставлен в необходимость быть начальником и приводить в исполнение решение своих подчинённых; ему поручено командовать войсками и в то же время приказано находиться при отряде генерала Павлова, чем лишали его возможности быть распорядителем в самом начале сражения. Впоследствии, при всеподданнейшем донесении об Инкерманском сражении, князь Меншиков выразился, будто командование войсками поручено было безусловно генералу Данненбергу. Это выражение, при отсутствии сведений обо всех подробностях дела, имело естественным последствием то, что неудача Инкерманского сражения легла всею своею тяжестью на одно лицо, и Данненберг был обвинён совершенно несправедливо. 
Последствия этого обвинения преследовали его до самой кончины и остаются в силе даже теперь, после обнародования весьма многих документов. Не касаясь подробностей этого сражения, в котором Данненбергу все же удалось проявить значительную распорядительность несмотря на свою неопределенную роль по диспозиции главнокомандующего, упомянем лишь, что ему же пришлось отдать и приказание об отступлении (под ним были убиты две лошади); по непонятной причине Данненберг ввёл в бой лишь часть своего 12-тысячного резерва. Князь Меншиков сначала воспротивился этому распоряжению Данненберга, но затем принужден был с ним согласиться. Одного Данненберга ни в коем случае нельзя считать виновником неудачи 24 октября, наряду с ним виновны и Меншиков, дававший неопределённые указания, и П. Д. Горчаков, чей 22-тысячный отряд в бездействии простоял у Чоргуна. Опасаясь, чтобы в случае его болезни, командование армией не перешло к Данненбергу, главнокомандующий просил военного министра исходатайствовать разрешение Государя поменять командиров корпусов 3-го — барона Д. Е. Остен-Сакена и 4-го — Данненберга. И действительно, Меншикову удалось удалить последнего: в собственноручном письме к главнокомандующему от 14—15 ноября 1854 года император Николай Павлович выразил желание, чтобы П. П. Липранди принял корпус от Данненберга, «а ему (Данненбергу) ехать в Петербург, — писал государь, — где я назначил его в члены Военного Совета, где он полезен будет».
Так закончилась для Данненберга Севастопольская кампания.

### Последние годы
В ноябре 1855 года он был назначен председателем комиссии, учреждённой «для улучшения по военной части», но в апреле следующего года, по случаю увольнения его в заграничный отпуск в Швейцарию на 2 месяца, эту должность занял Его Императорское Высочество генерал-фельдцейхмейстер великий князь Михаил Николаевич. С сентября того же года Данненберг совсем не состоял в этой комиссии. 
27 января 1862 года генерал от инфантерии Данненберг отпраздновал 50-летие своей службы в офицерских чинах и в этот же день был Всемилостивейше награждён орденом Святого Владимира 1-й степени с мечами. В октябре того же года он получил последнее назначение — председателя комитета для устройства военно-сухопутных сил, а в 1866 году — последнюю Высочайшую награду: бриллиантовый перстень с портретом императора Александра II. Скончался Данненберг 6 августа 1872 года.

## Семья
- Был женат на Матильде Матвеевне Заблоцкой, дочери помещика.

## Награды
Российские:
- Орден Святого Владимира 4-й степени с бантом (15.02.1813)

- Орден Святой Анны 2-й степени (13.03.1814)

- Алмазные знаки к ордену Святой Анны 2-й степени (18.03.1814)

- Орден Святого Станислава 1-й степени (Царство Польское, 12.05.1829)

- Орден Святой Анны 1-й степени (07.08.1831)

- Императорская корона к ордену Святой Анны 1-й степени (14.10.1831)

- Орден Святого Владимира 2-й степени (06.12.1831)

- Знак отличия за военное достоинство 2-й степени (1831)

- Орден Святого Георгия 4-й степени (03.12.1839)

- Орден Белого орла (12.11.1843)

- Орден Святого Александра Невского (02.05.1850)

- Алмазные знаки к ордену Святого Александра Невского (28.09.1852)

- Орден Святого Владимира 1-й степени с мечами (27.01.1862)

Иностранные:
- Кульмский крест (Пруссия, 1813)

- орден Леопольда 3-го класса (Австрия, 1814)